# Turistická značená trasa 0013
 Turistická značená trasa 0013 je červeně vyznačená 33,5 kilometru dlouhá pěší trasa Klubu českých turistů vedená ze Záběhlic přes Hostivař, Petrovice, Křeslice, Průhonice, Horní Jirčany a Psáry do Borku u Jílového u Prahy.

## Popis trasy
Trasa vede převážně jihovýchodním nebo jižním směrem. V Praze prochází podél Botiče s Hostivařskou přehradou, u Průhonic podejde dálnici D1 a u Horních Jirčan Pražský okruh D0. Přírodním parkem Středních Čech dojde do Borku u Jílového, kde navazují další turistické trasy. Po silnici lze dojít na břeh Sázavy.
Cyklisté mohou využít cyklostezky A23, A41, P15, 8100, 8232 a 19, v Praze se trasa potkává s naučnými stezkami Toulcův dvůr, Povodím Botiče a Historií Hostivaře.
| Km   | Místo                   | Navazující a křižující trasy | Nadm. výška |
| ---- | ----------------------- | ---------------------------- | ----------- |
| 0    | Záběhlice (bus)         |                              | 223 m       |
| 1    | Záběhlice u zámku       |                              | 221 m       |
| 3    | Toulcův dvůr            |                              | 245 m       |
| 4    | Hostivař                |                              | 240 m       |
| 5    | Hostivař (přehrada)     |                              | 249 m       |
| 7,5  | Petrovice               |                              | 250 m       |
| 9    | Dobrá voda              | 3059                         | 259 m       |
| 9,5  | Křeslice (bus)          | 3059                         | 260 m       |
| 13   | Průhonice               | 6122                         | 280 m       |
| 15   | U parku                 |                              |             |
| 18,5 | Osnice                  |                              |             |
| 20,5 | Údolí Botiče (rozc.)    | 6007                         | 370 m       |
| 22   | Horní Jirčany           |                              |             |
| 25   | Psáry                   | 1037, 6077                   |             |
| 27,5 | Hotel René (bus)        | 6074                         | 439 m       |
| 28,5 | Chotouňský Dvůr (rozc.) |                              |             |
| 30   | Pod Ráčkem              | 9005                         | 380 m       |
| 31   | Chotouňský areál        | 9005                         | 348 m       |
| 31,5 | Pod Drnkou (rozc.)      | 1041                         | 331 m       |
| 33,5 | Borek u potoka          | 0006, 3062                   | 275 m       |

## Zajímavá místa
- Botič
- Kostel Narození Panny Marie (Záběhlice)
- Hamerský rybník
- Záběhlice (tvrz)
- Toulcův dvůr
- Kostel Stětí svatého Jana Křtitele (Hostivař)
- Švehlův dub v Hostivaři - památný strom
- Hradiště Šance
- Hostivařská přehrada
- Petrovice (zámek)
- Kostel svatého Jakuba Staršího (Petrovice)
- Fantův mlýn (Petrovice)
- Křeslice (tvrz)
- Dub v Křeslicích - památný strom
- Koníčkův mlýn (Újezd)
- Průhonice (zámek)
- Dendrologická zahrada Průhonice
- Chotouňský potok

## Veřejná doprava
Cesta začíná u zastávky MHD V Korytech. Vede přes zastávky MHD Toulcův dvůr a končí u železniční zastávky Jílové u Prahy na trati 210 z Prahy do Čerčan.